# Antonio de Lanchares

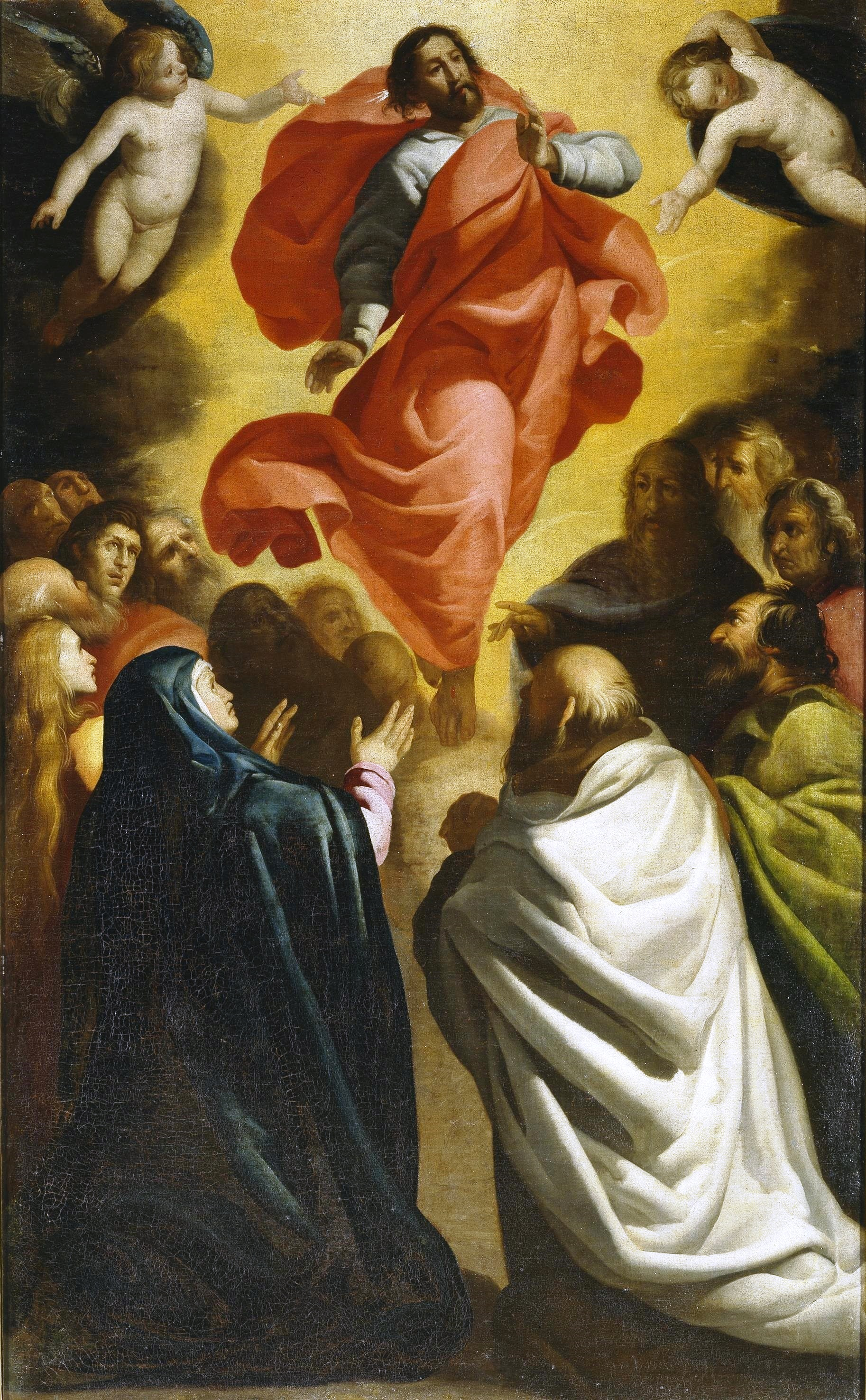
Ascensión del Señor, hacia 1620, óleo sobre lienzo (163 x 101 cm), Madrid, Museo del Prado.

Antonio de Lanchares (Madrid? c. 1586-Madrid, 1630) fue un pintor barroco español. Seguidor de Eugenio Cajés, cultivó como él una estética aún manierista y de raíz escurialense.

## Biografía y obra
Hijo del platero de oro Juan de Lanchares y de Francisca de los Reyes Ximeno, y hermano de los también pintores José y Juan de Lanchares, así como de  Francisco, establecido en Lima no se sabe si con el mismo oficio, fue discípulo de Eugenio Cajés como se pone de manifiesto en su escasa obra conocida, en la que sigue fielmente las enseñanzas del maestro. En fecha incierta habría viajado a Italia, según cuenta el pintor aragonés Jusepe Martínez, viaje del que no se hace eco Antonio Palomino.
La primera obra conocida del autor, la Adoración de los Pastores, adquirida por el Museo del Prado en 2003, está fechada en 1612, manifestándose en ella junto a los modelos y actitudes de Cajés, un interés por la iluminación nocturna que procede de Bassano y que se encuentra del mismo modo en la Imposición de la casulla a San Ildefonso, depositada por el Museo del Prado en la iglesia parroquial de Cantoria (Almería), fechada diez años más tarde, en 1622.
Hay constancia de su trabajo para la Cartuja de El Paular, de donde podría proceder la Ascensión de Cristo del Museo del Prado, así como para otras instituciones eclesiásticas de Madrid y sus inmediaciones: pinturas del desaparecido claustro de la Merced Calzada de Madrid (1625) y retablos de Berninches (Guadalajara), conservado in situ, y Pinilla del Valle de Lozoya, de los que aún se le debían ciertas cantidades en el momento de su muerte. En 1627 fue propuesto de forma unánime por Vicente Carducho, Eugenio Cajés y Velázquez para ocupar la plaza de pintor del rey vacante por muerte de Bartolomé González, a la que habían optado doce candidatos. Aunque la plaza finalmente se dejó vacante, los informes emitidos con este motivo ensalzaban también su habilidad para pintar al temple y al fresco y, de creer las atribuciones de antiguos inventarios, habría cultivado igualmente la pintura de paisajes. 
Dictó su testamento en Madrid el 7 de marzo de 1630, citando en él a Diego Polo como su oficial, trabajando con él. Murió solo unos días después, aún joven, y fue enterrado el 14 de marzo en el convento de frailes trinitarios calzados de la Corte.